# Reggae Gold 2006
Reggae Gold 2006 – czternasty album z serii składanek Reggae Gold, wydawanej przez nowojorską wytwórnię VP Records.
Płyta ukazała się 20 czerwca 2006 roku, wraz z bonusowym DVD zawierającym nagrania z koncertowych występów prezentowanych muzyków, a także liczne wywiady. Produkcją całości zajęli się Chris Chin oraz Joel Chin.
8 lipca 2006 roku album osiągnął 2. miejsce w cotygodniowym zestawieniu najlepszych albumów reggae magazynu Billboard (ogółem był notowany na liście przez 46 tygodni).

## Lista utworów
1. Sean Paul - "Temperature"
2. Busy Signal - "Step Out"
3. Capleton - "Toppa Ting"
4. Macka Diamond & Black-Er - "Bun Him"
5. Elephant Man - "Gangster Rock"
6. Ding Dong - "Badman Forward Badman Pull Up"
7. L.O.C. - "Ring Ding Ding"
8. Voicemail - "Dance"
9. Tony Matterhorn - "Dutty Wine"
10. Sean Paul, Akon & R. Kelly - "Slow Wind"
11. T.O.K. - "Hotta"
12. Assassin - "Anywhere We Go"
13. Richie Spice - "Youths Dem Cold"
14. Tanya Stephens - "These Streets"
15. Bitty McLean - "Baby Tonight"
16. Wayne Wonder - "I Still Believe"
17. Daville - "Can't Get Over You"
18. Gyptian - "Ma Ma"